# まんがカレッジ
まんがカレッジは、『週刊少年サンデー』（小学館）が行っていた月例新人漫画賞。

## 概要
『週刊少年サンデー』が、2014年まで行っていた月例新人漫画賞で、久米田康治、雷句誠、田中モトユキ、福地翼など、後に活躍する漫画家達を生み出してきた。
2015年より、まんがカレッジをさらに進化させ、『新世代サンデー賞』にリニューアルした。

## 主な入賞者
- 三好雄己「もう一度SOUND」（1988年 入選）
- 久米田康治「地上げにスマッシュ!」（1990年 努力賞）
- 雷句誠「BIRD MAN」（1991年 入選）
- 夏目義徳「ダンクシュートは打てないけれど」（1994年10月期 佳作）
- 田中モトユキ「コンビ!」（1996年 入選）
- 福地翼「コーデリー」（1999年1月期 佳作）
- モリタイシ「ちょんまげ番長」（1999年 佳作）
- 藤木俊「超新聞部」（1999年 努力賞）
- 池野雅博「美也子」（2001年 努力賞）
- 東毅「どろんPA!!」（2001年9・10月期 佳作）
- 中道裕大「スルタンの弟」（2001年9・10月期 努力賞）
- ささけん「ミリ吉四六」（2001年11月期 入選）
- 四位晴果「Lost lonely wolf man」（2002年 努力賞）
- 大塚志郎「一射入魂」（2003年3・4月期 佳作）
- 新井隆広「宇宙パトロール トメオ」（2003年6月期 努力賞）
- 田村光久「ハルのアメ」（2003年8月期 佳作）
- あづち涼「大江戸快速飛脚便」（2004年3・4月期 佳作）
- 小笠原真「栄養専門学校」（2004年6月期 努力賞）
- 大谷昭「メッセンジャー」（2004年9・10月期 入選）
- クリスタルな洋介「ボクらのヌー先生」（2004年9・10月期 佳作）
- 飯島浩介「桃と煙とサングラス」（2004年11月期 努力賞）
- 麻生羽呂「YUNGE!」（2004年12・1月期 入選）
- 佐久間力「THROW OFF」（2005年9・10月期 入選）
- 萬屋不死身之介「あっくんとおばあちゃん」（2006年5月期 佳作）
- 小野ハルカ「カクタ」（2006年6月期 努力賞）
- 高田康太郎「ポテトシくんのユウウツ」（2006年9・10月期 佳作）
- 菅原健二「クロウ」（2007年8月期 佳作）
- なつみん「おやじキャッチャー 他2本」（2008年2月期 佳作）※石塚雄三名義
- 猫砂一平「REDBOOK COOKING」（2008年6月期 佳作）